# Солотвинська селищна територіальна громада (Закарпатська область)
Солотвинська селищна громада — територіальна громада в Україні, у Тячівському районі Закарпатській області. Адміністративний центр — селище Солотвино.
Площа громади —  км², населення —  мешканців (2020).
Утворена 12 червня 2020 року шляхом об'єднання Солотвинської селищної ради і Глибокопотіцької, Нижньоапшанської та Топчинської сільських рад Тячівського району, а також Середньоводянської та Білоцерківської сільських рад Рахівського району.

## Населені пункти
До складу громади входять 9 населених пунктів — 1 селище (Солотвино) та 8 сіл:
- Глибокий Потік
- Нижня Апша
- Печера
- Подішор
- Топчино
- Середнє Водяне
- Добрік
- Біла Церква